# Cal Castellana Pobre II
Cal Castellana Pobre II és una obra de Tàrrega (Urgell) protegida com a Bé Cultural d'Interès Local.

## Descripció
Edifici de planta rectangular amb planta baixa, dos pisos i golfes i coberta a dos aiguavessos amb carener paral·lel a la façana principal. Aquesta última presenta dos eixos de composició vertical. La planta baixa té dues obertures d'arc a nivell que formen part d'un local (un bar), emmarcades en pedra: una d'elles constitueix la porta d'accés, i l'altra, que sembla que originalment també havia estat una porta, ha estat reaprofitada per inserir-hi una petita finestra.
Al primer pis les dues obertures són rectangulars, estan emmarcades i s'obren a un mateix balcó corregut que s'estén al llarg de tota la façana, amb baranes de ferro forjat sense ornamentació. El segon pis compta amb dues obertures de la mateixa tipologia que les de la planta inferior, tot i que cadascuna d'elles té un balcó individual, també de ferro forjat. Al nivell de les golfes hi ha dues petites obertures rectangulars i emmarcades. Corona la façana una cornisa d'estil senzill.
Tot l'edifici és arrebossat i pintat, i la planta baixa presenta un cromatisme diferent de la resta de pisos.